# Azahari Siti Nur Fatimah Hj
Azahari Siti Nur Fatimah Hj (nascida em 1992) é uma jogadora de xadrez do Brunei. Em 2015 conquistou o título de Woman FIDE Master (WFM).